# Жарская волость
Жарская волость (Жары) — первоначально, до образования Балахнинского (Балахонского) уезда, входила в состав Пурецкой волости, которая, в свою очередь, входила в состав Нижегородского уезда .
Жарами называлась полуболотистая, полупесчаная низина к западу от Балахны в верховьях реки Сеймы, покрытая мелколесьем. Заселены Жары были очень неравномерно. Крупные населённые пункты по 50-70 домов, такие как Бурцево, Юрино, Кубинцево, Макарьевская слобода (Пурех) и другие, перемежались с многочисленными мелкими деревушками, починками и заимками по 3-5 домов. Своё название Жары получили от частых возгораний летом торфяников, испокон веков присущих этой местности. Кроме вышеназванных населённых пунктов в состав Жарской волости входили Олесово, Сонино, Бредово, Старцово, Осерино, Паруново, Гриденина, Осневка, Черницыно, Каданово, Замятино, Чуркино, Бабья, Шурлова, Ватагина, Оферово, Шалимово, Тычинино, Кабинки, Полежаево, Хлебоватово, Старый Завод (Погарнова) и Конёвский Завод (Конёво).
Жарская волость с конца XIV до середины XVII века была родовой вотчиной князей Пожарских , старинная родовая усадьба которых находилась в селе Юрино.